# Lemuriformes
I lèmuri (Lemuriformes Gray, 1821) sono un infraordine di primati del sottordine degli Strepsirrhini, endemico del Madagascar.
Il termine lemure deriva dal latino lemures, che indica il tipico movimento altalenante della loro camminata e corsa.
Il termine lemure si riferisce genericamente a tutti i membri delle quattro famiglie attualmente viventi e delle tre famiglie estinte di lemuriformi, e non (come si potrebbe essere portati a credere) solamente agli appartenenti al genere Lemur. Le due specie di galeopiteco diffuse in Asia (Galeopterus variegatus e Cynocephalus volans), a volte chiamate col nome comune di lemuri volanti, non sono né veri lemuri, né tanto meno dei primati.
Finora è stato descritto un centinaio di specie di lemuri, classificate in quindici generi (più sette estinti): molte di queste sono state scoperte (o elevate al rango di specie) all'inizio del XXI secolo, in quanto spesso la turbolenta storia politica del Madagascar ha impedito agli studiosi stranieri di compiere studi approfonditi e duraturi sul campo.

## Evoluzione

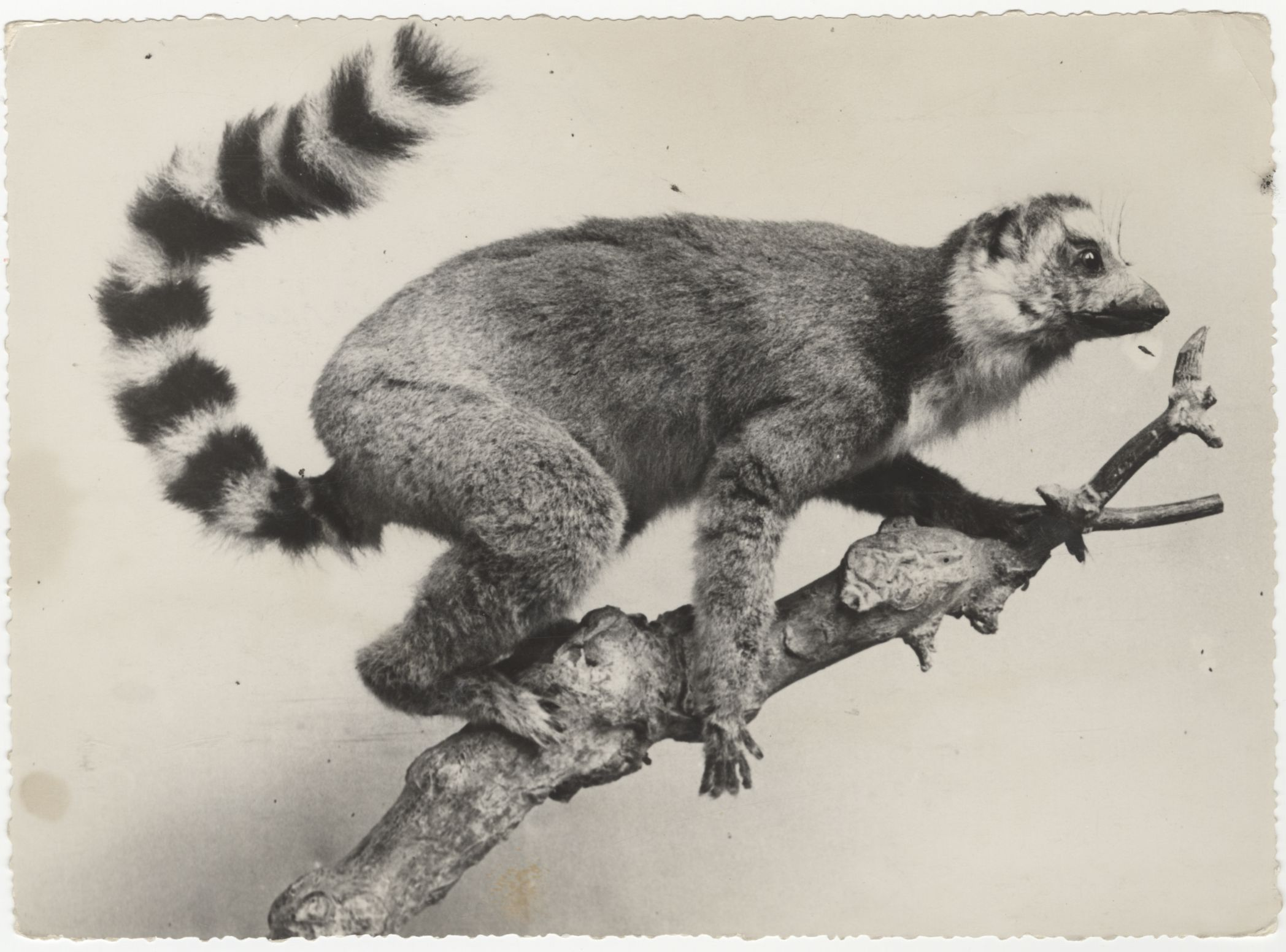
Esemplare immortalato nel 1961

Nell'immaginario comune i lemuri sono visti come antenati dei primati più evoluti: tuttavia, sebbene essi mostrino analogie di carattere morfologico e comportamentale coi primati primitivi, i lemuri discendono da questi ultimi proprio come gli altri primati attualmente viventi. Non è perciò corretto pensare che i lemuri siano antenati delle scimmie antropomorfe o di qualsiasi altro primate.
Gli antenati degli attuali lemuri cominciarono a divergere dagli altri primati fra i 62 e i 65 milioni di anni fa. Attorno ai 40-52 milioni di anni fa, essi raggiunsero il Madagascar, probabilmente attraverso tronchi e masse di vegetazione galleggiante che permisero loro di attraversare i bracci di mare che separavano l'isola dalla terraferma, anche se non sono state escluse le possibilità della presenza di un istmo o di una serie di piccole isole raggiungibili a nuoto che collegassero le due masse di terra. Non essendoci grande competizione interspecifica, i lemuri poterono occupare numerose nicchie ecologiche vacanti ed evolversi in completo isolamento, differenziandosi in una moltitudine di forme e dimensioni. La maggior parte di essi, tuttavia, ha abitudini arboricole e notturne e si nutre principalmente di frutta e insetti: per limitare la competizione per il cibo nelle zone in cui gli areali di più specie si sovrappongono, nonostante l'estrema somiglianza fra le diete delle varie specie, ciascuna di esse si specializza nel nutrirsi di un determinato alimento.

## Sistematica

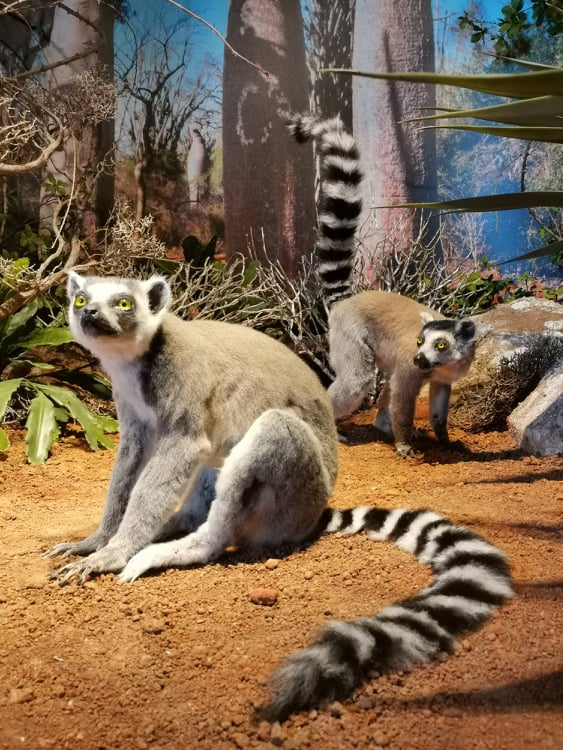
Museo storia naturale Università Pisa - Galleria dei primati, lemure

Il nome "lemure" venne utilizzato per la prima volta da Carlo Linneo nel 1754, quando utilizzò i criteri dell'allora nascente nomenclatura binomiale per descrivere come Lemur tardigradus (attualmente conosciuto come Loris tardigradus, una specie imparentata solo alla lontana con i lemuri malgasci) un animale reperito nel museo del re Adolfo Federico di Svezia.

Quattro anni più tardi, nel Systema naturae, Linneo aggiunse al genere Lemur altre due specie, Lemur catta (che conserva a tutt'oggi questo nome scientifico) e Lemur volans (attualmente noto come Cynocephalus volans e non strettamente imparentata coi lemuri o coi primati in generale).

Sebbene il termine "lemure" sia stato impiegato per la prima volta nell'intento di descrivere un loriside e pertanto avrebbe dovuto essere utilizzato per quel clade, in seguito esso è stato sempre più associato alle specie di Strepsirrini malgasci, tanto da divenirne il sinonimo. Probabilmente Linneo scelse di assegnare questo nome ai Lemuriformi perché ne aveva intuita la natura di creature della notte dai grandi occhi dotati di tapetum lucidum: inoltre, probabilmente tramite i propri fornitori (a loro volta informati dalle popolazioni locali) era venuto a conoscenza dei versi spettrali di molte specie e del fatto che essi, nella mitologia malgascia, rappresentano l'incarnazione delle anime degli antenati.
I lemuri sono proscimmie e come tali facenti parte del sottordine Strepsirrhini, che condividono coi Lorisiformes (Galagidae e Lorisidae) occupando un proprio infraordine. Tradizionalmente si pensa che essi si siano evoluti durante l'Eocene (55-37 milioni di anni fa), anche se l'orologio molecolare farebbe pensare a una loro comparsa anteriore a questa data, probabilmente durante il Paleocene (65-55 milioni di anni fa).

Sino a tempi recenti si dava per scontata una stretta parentela fra Lemuriformi, Lorisiformi e Adapidi, basata principalmente su somiglianze di carattere fenetico (muso allungato con rinario, quoziente di encefalizzazione piuttosto basso, presenza di bulla auditiva): accanto alle analogie di tipo morfologico, tuttavia, gli Adapidi mancavano di alcune sinapomorfie chiave dei Lemuriformi, come il pettine dentale o l'artiglio da toilette (presenti invece nei Lorisiformi e negli attuali tarsi), mentre mostrano alcune caratteristiche tipiche delle scimmie vere e proprie (sinfisi mandibolare fusa, presenza di quattro premolari).

Tuttavia, la storia evolutiva di questi animali rimane molto enigmatica, in quanto mancano reperti fossili che forniscano dati esaustivi sulle parentele con altre linee ancestrali di primati. I siti fossiliferi africani risalenti ad epoche utili a tale scopo sono infatti assai esigui e hanno fornito sinora solo reperti frammentari. Basti pensare che i più antichi resti di lemure ritrovati in Madagascar non sono fossili, ma subfossili risalenti al tardo Pleistocene.

## La salvaguardia dei lemuri
Moltissime specie di lemuri sono oggi ritenute a rischio estinzione dalla comunità scientifica. Le principali minacce sono la deforestazione e il bracconaggio, entrambi in aumento negli ultimi anni. Il database online dell'organizzazione IUCN (unione internazionale per la conservazione della natura) identifica infatti 98 specie di lemuri come “minacciate” (In particolare: 1 estinta, 20 vulnerabili, 3 potenzialmente minacciate, 3 minimamente minacciate, 47 in pericolo, 22 criticamente in pericolo).
Vista la crescente preoccupazione per le specie in pericolo, tante sono le iniziative di salvaguardia e ricollocamento in riserve naturali di questi primati, nate proprio negli ultimi anni; fra queste, anche organizzazioni di eco-turismo.

## Descrizione
Per quanto concerne le dimensioni, si va dai soli 30 g del lemure topo pigmeo Microcebus myoxinus ai 10 kg dell'Indri indri: specie estintesi in tempi storici (come il Megaladapis) avevano le dimensioni di un gorilla.

## Distribuzione
I lemuri vivono in natura solo nel Madagascar e in alcune piccole isole circostanti, incluse le Comore (dove probabilmente furono introdotti dall'uomo): questo perché nel resto del mondo ad essi subentrarono le scimmie e gli altri primati, mentre nel Madagascar i lemuri non subirono alcun tipo di competizione e furono perciò in grado di differenziarsi in molte specie.

## Anatomia
I lemuri hanno alcune caratteristiche fisiche uniche che li distinguono da altri primati:
1. Dita: Le dita dei lemuri sono lunghe e sottili. Anche se non hanno un pollice opponibile come gli esseri umani, le loro dita sono abbastanza abili per afferrare oggetti e rami. Queste dita sono adattate per il loro stile di vita arboricolo.
2. Coda: La maggior parte dei lemuri ha una lunga coda che può essere utilizzata per il bilanciamento mentre si muovono tra gli alberi.
3. Occhi: I lemuri spesso hanno grandi occhi, che sono adattati alla loro vita notturna. Molti lemuri sono notturni e hanno occhi che consentono loro di vedere bene di notte.
4. Muso e orecchie: Alcune specie di lemuri hanno musi allungati o orecchie grandi, che possono servire a scopi diversi, come la comunicazione o la ricerca di cibo.
5. Pelliccia: La pelliccia dei lemuri può variare tra le specie, ma molte hanno pellicce folte e variopinte.
6. Dimensioni: Le dimensioni dei lemuri variano notevolmente da specie a specie. Alcuni sono piuttosto piccoli, mentre altri possono essere di taglia più grande.
In generale, i lemuri hanno una serie di adattamenti che li aiutano a sopravvivere nella loro habitat naturale a Madagascar, che è caratterizzato da foreste tropicali, savane e altre aree naturali.
La maggior parte delle specie di lemuri del Madagascar ha una vista binoculare limitata, ma non altamente sviluppata come quella di alcuni primati predatori o carnivori. La vista binoculare è la capacità di sovrapporre il campo visivo di entrambi gli occhi, consentendo una percezione della profondità migliore.
Nei lemuri, la vista binoculare è più limitata a causa della disposizione laterale degli occhi. Tuttavia, alcune specie di lemuri, come il lemure dal collare (Eulemur collaris), hanno occhi posizionati leggermente più frontalmente rispetto ad altre specie, il che può consentire una visione binoculare leggermente migliore per aiutarli nella caccia di insetti o nella ricerca del cibo tra i rami degli alberi. La capacità di visione binoculare può variare tra le diverse specie di lemuri.
I grandi occhi di tutte le specie di lemuri possiedono un tapetum lucidum, uno strato riflettente per la visione notturna: si pensa che i lemuri abbiano una (per quanto limitata) visione a colori, anche se per orientarsi si affidano principalmente all'udito.

## Biologia
I lemuri sono animali principalmente notturni e onnivori, cioè a dieta mista insettivora e frugivora: le specie più grandi tendono invece ad avere abitudini diurne e maggiormente erbivore.
Il principale predatore dei lemuri è il fossa o fosa (Cryptoprocta ferox): altri predatori dei lemuri sono le varie specie di gufo malgasce e la poiana malgascia.

### Società matriarcale
A differenza della maggior parte degli altri primati, i lemuri hanno società organizzate sul modello matriarcale, ovvero, anche nelle specie scarsamente gregarie, le femmine hanno posizione di dominanza nei confronti dei maschi.
Le femmine hanno la priorità, ad esempio, per quanto riguarda la toeletta e la scelta di siti dove dormire o costruire un nido: sono inoltre le prime ad avere accesso a una fonte di cibo.
Il sistema matriarcale dei lemuri fu osservato per la prima volta fra i catta nel 1966 da Alison Jolly: da quel momento, si notò che in quasi tutte le specie di lemuri erano le femmine a comandare.
Sono state avanzate varie ipotesi riguardo alla matrilinearità dei lemuri:
- Teoria della conservazione energetica: i maschi lasciano il comando alle femmine per evitare sfiancanti competizioni durante il brevissimo estro femminile.
- Teoria della sopravvivenza della prole: i maschi lasciano il comando alle femmine in modo che possano allevare con successo un maggior numero di cuccioli, avendo accesso prioritario al cibo.
- Teoria della strategia femminile: le femmine sono dominanti per poter scegliere il partner ed evitare l'eccessiva domanda riproduttiva, inoltre cibandosi di più hanno maggiore massa muscolare e quindi maggiore forza per competere coi maschi.

## Sistematica
- Ordine Primates
  - Sottordine Strepsirrhini
    - Infraordine Lemuriformes (Lemuriformi)
      - Superfamiglia Cheirogaleoidea
        - Famiglia Cheirogaleidae (30 specie)
          - Allocebus (1 sp.)
          - Cheirogaleus (7 spp.)
          - Microcebus (16 spp.)
          - Mirza (2 spp.)
          - Phaner (4 spp.)

      - Superfamiglia Lemuroidea
        - Famiglia Lemuridae (Lemuridi) (20 specie)
          - Lemur (1 sp.)
          - Eulemur (12 spp.)
          - Hapalemur (4 spp.)
          - Prolemur (1 sp.)
          - Varecia (2 spp.)

        - Famiglia Lepilemuridae o Megaladapidae (Lepilemuridi) (26 specie viventi + 3 estinte)
          - Lepilemur (26 spp)
          - Megaladapis†; (3 spp.)

        - Famiglia Indriidae (Indridi) (18 specie)
          - Indri (1 sp.)
          - Avahi (9 spp.)
          - Propithecus (8 spp.)

### Alcune specie

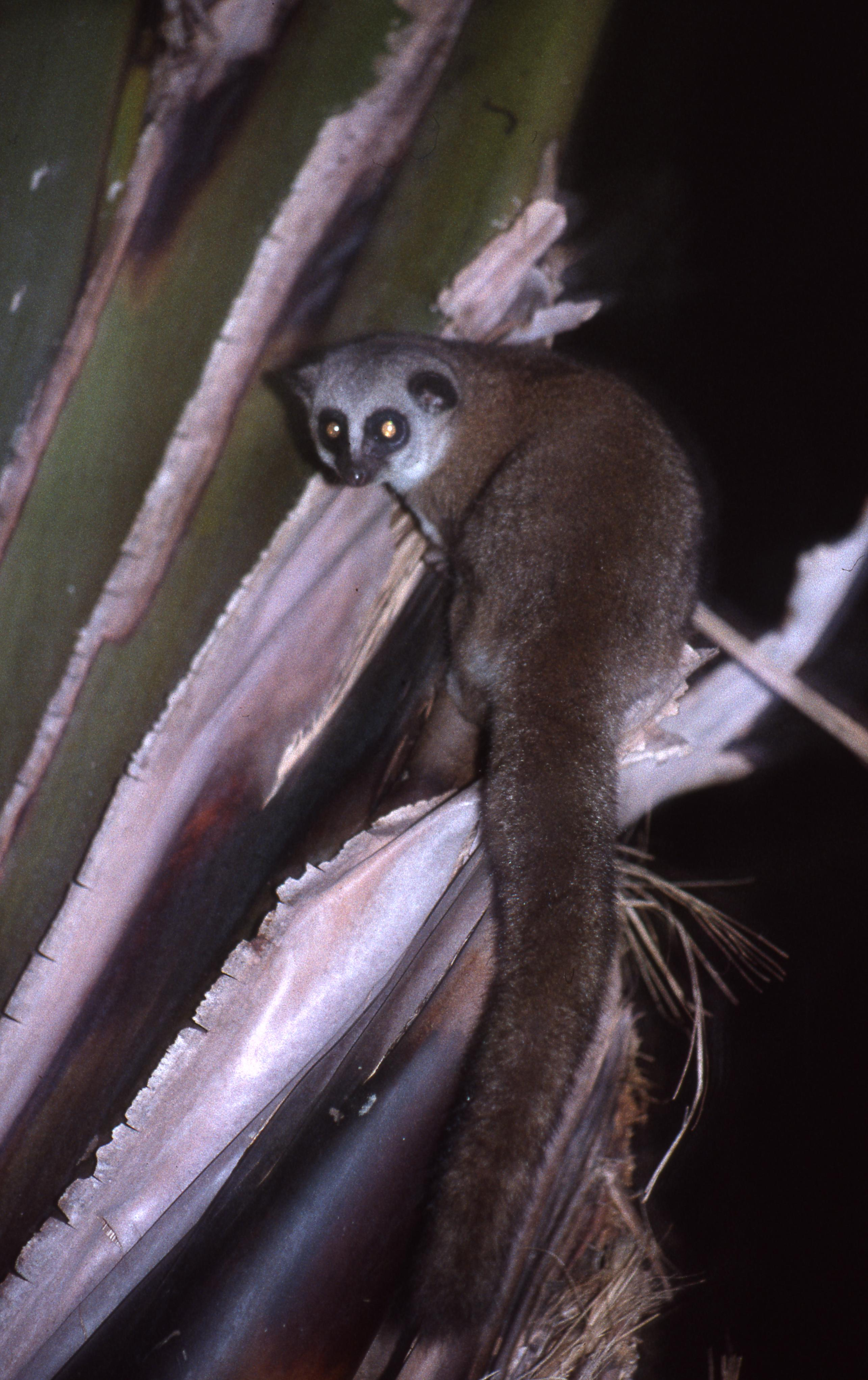
Cheirogaleus major Cheirogaleidae
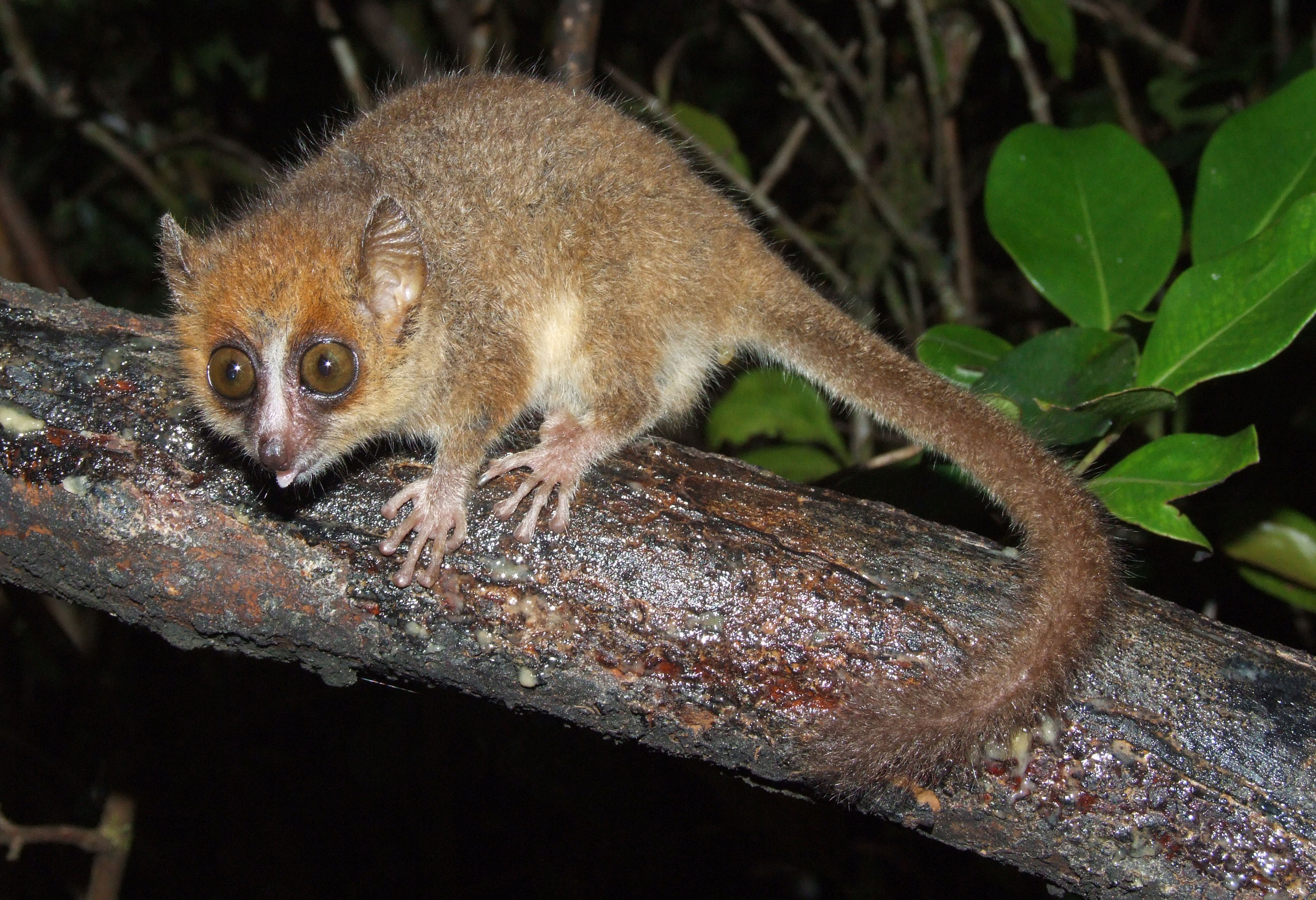
Microcebus myoxinus Cheirogaleidae
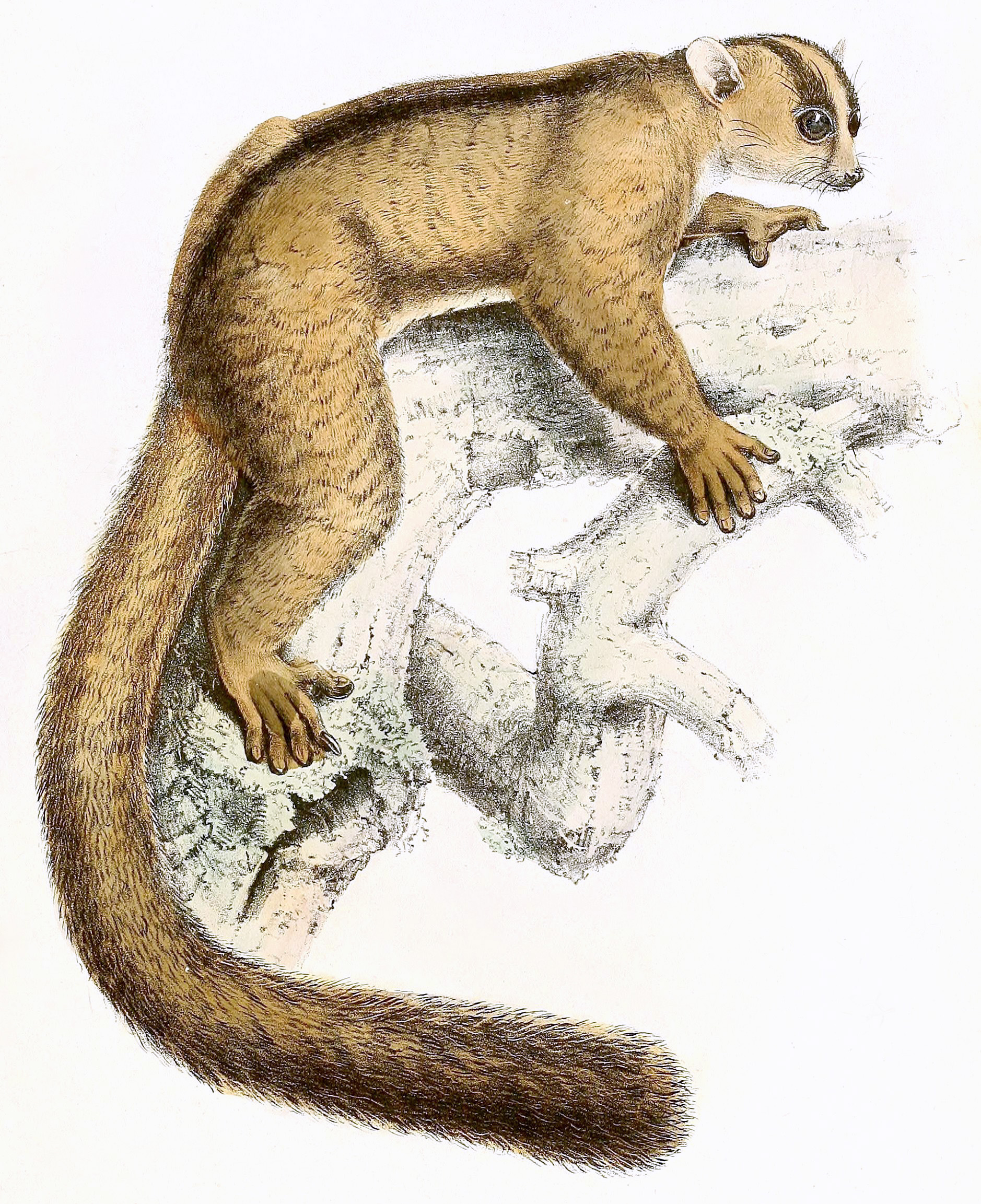
Phaner furcifer Cheirogaleidae
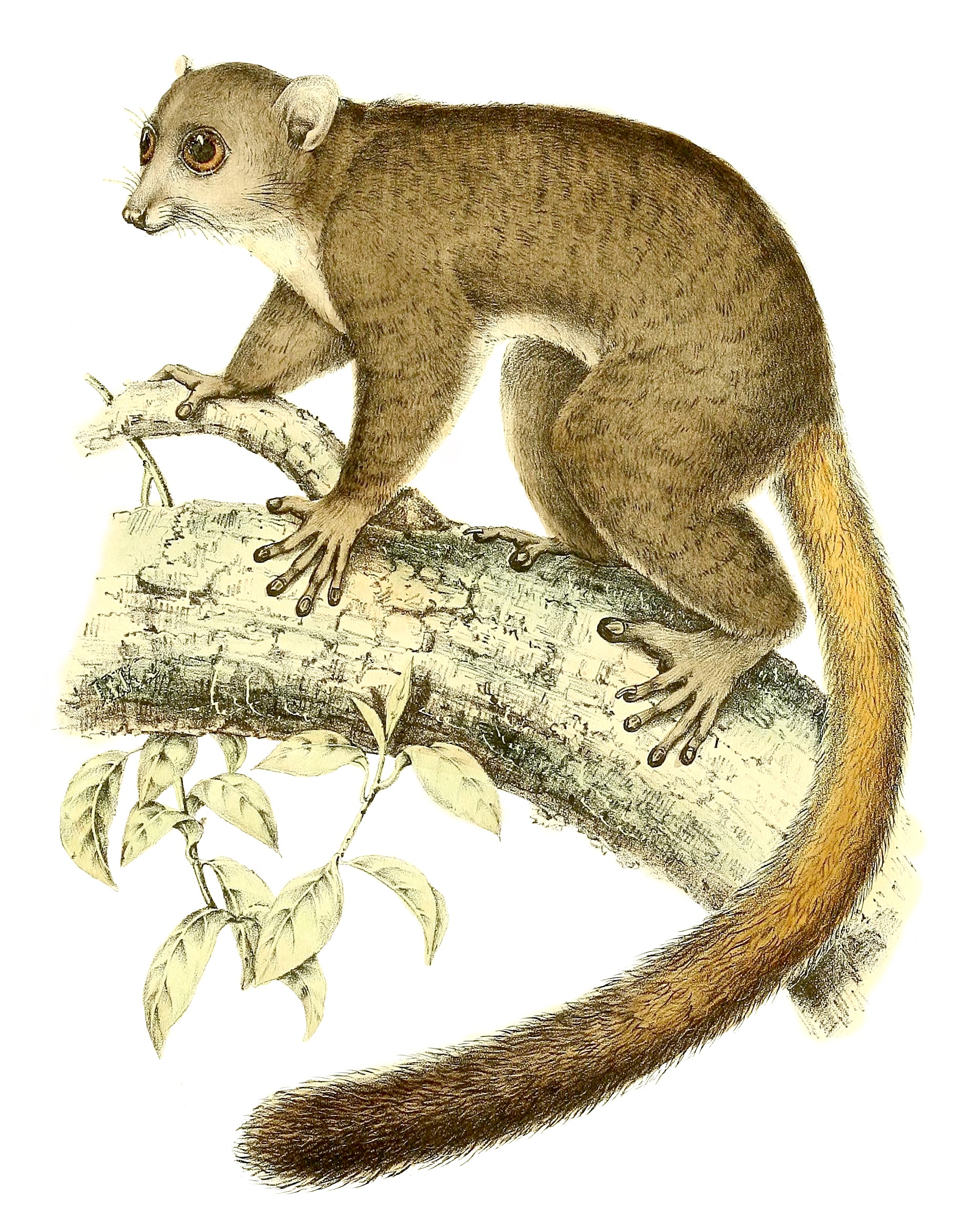
Mirza coquereli Cheirogaleidae
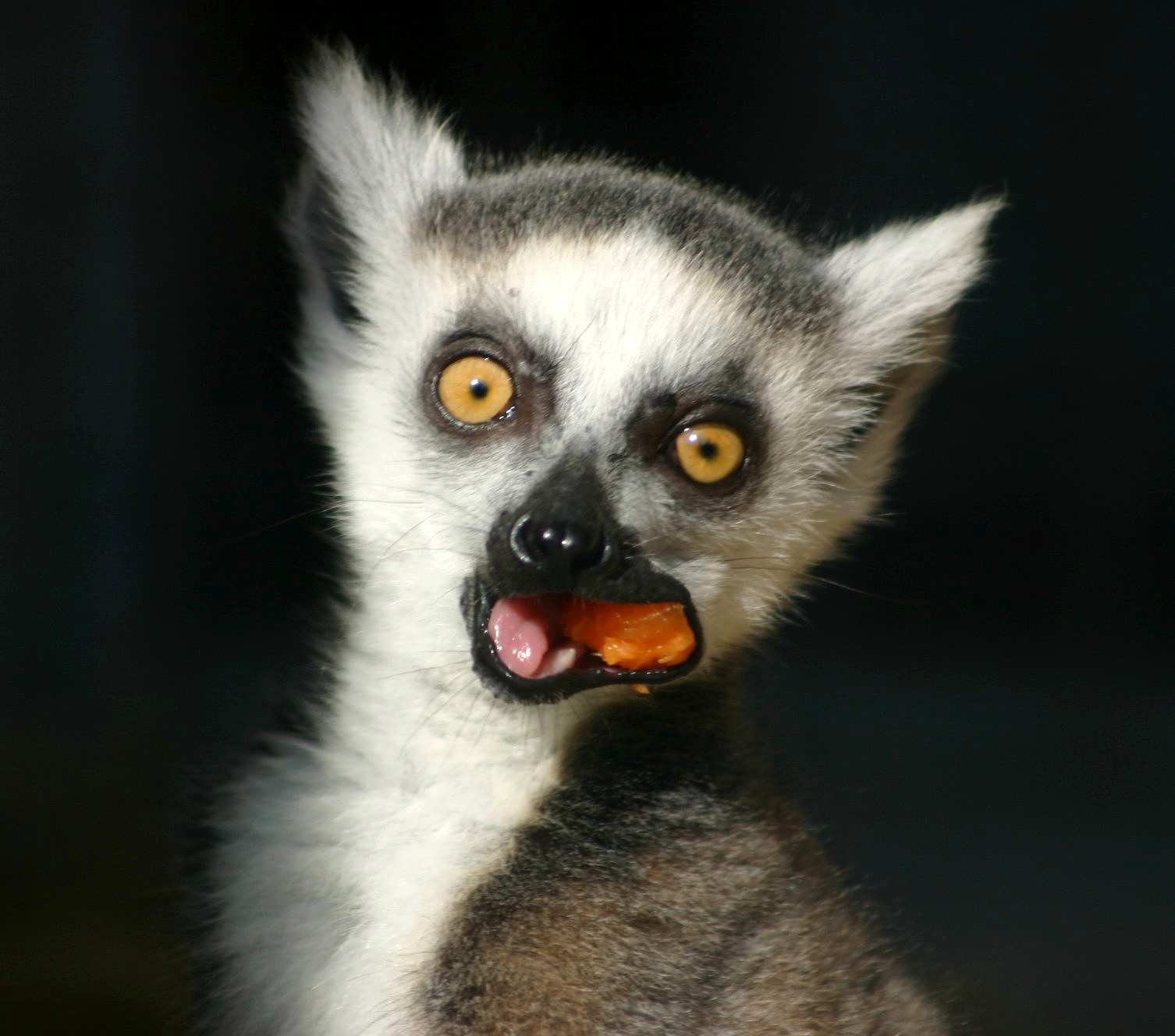
Lemur catta Lemuridae
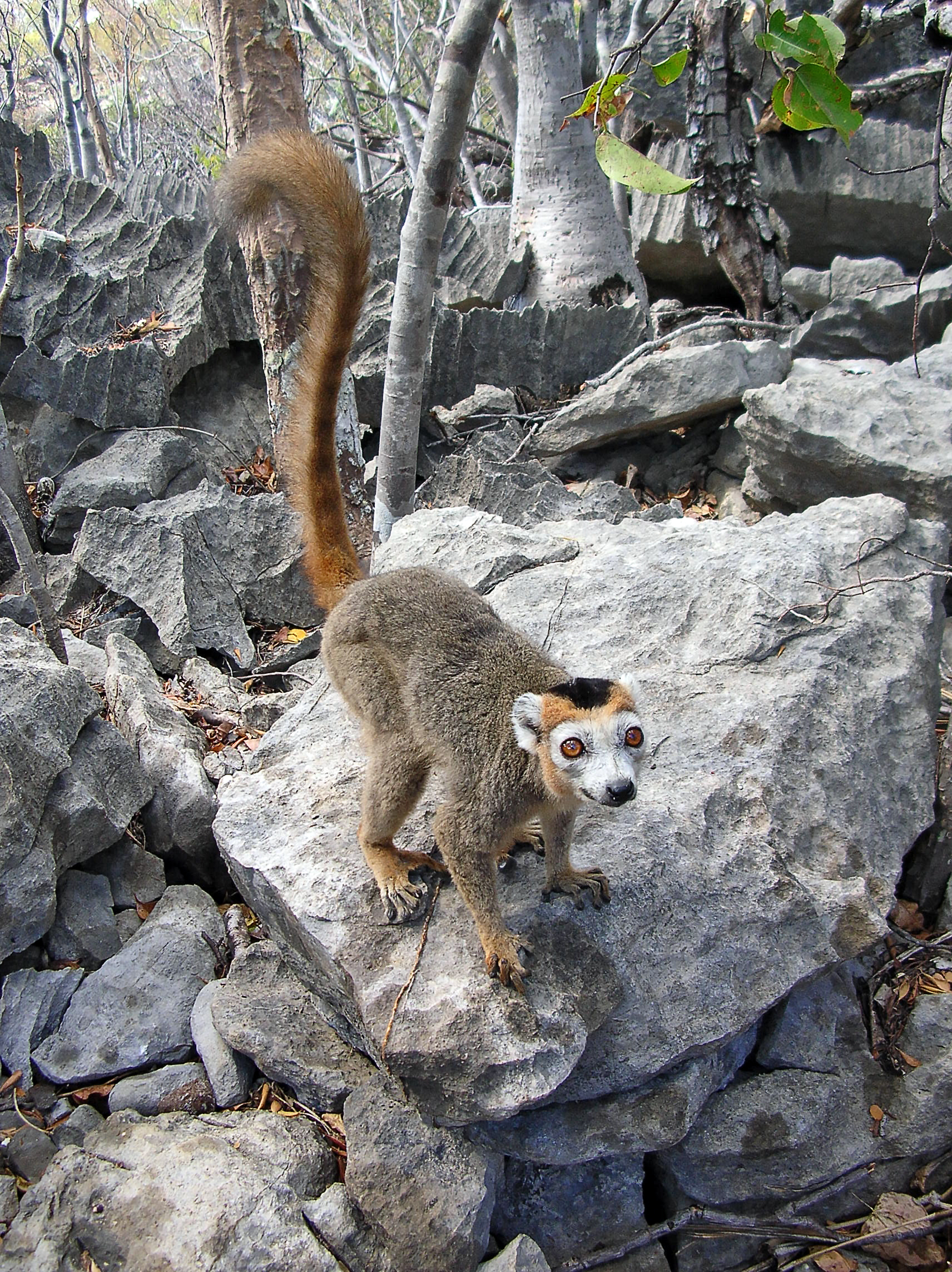
Eulemur coronatus Lemuridae
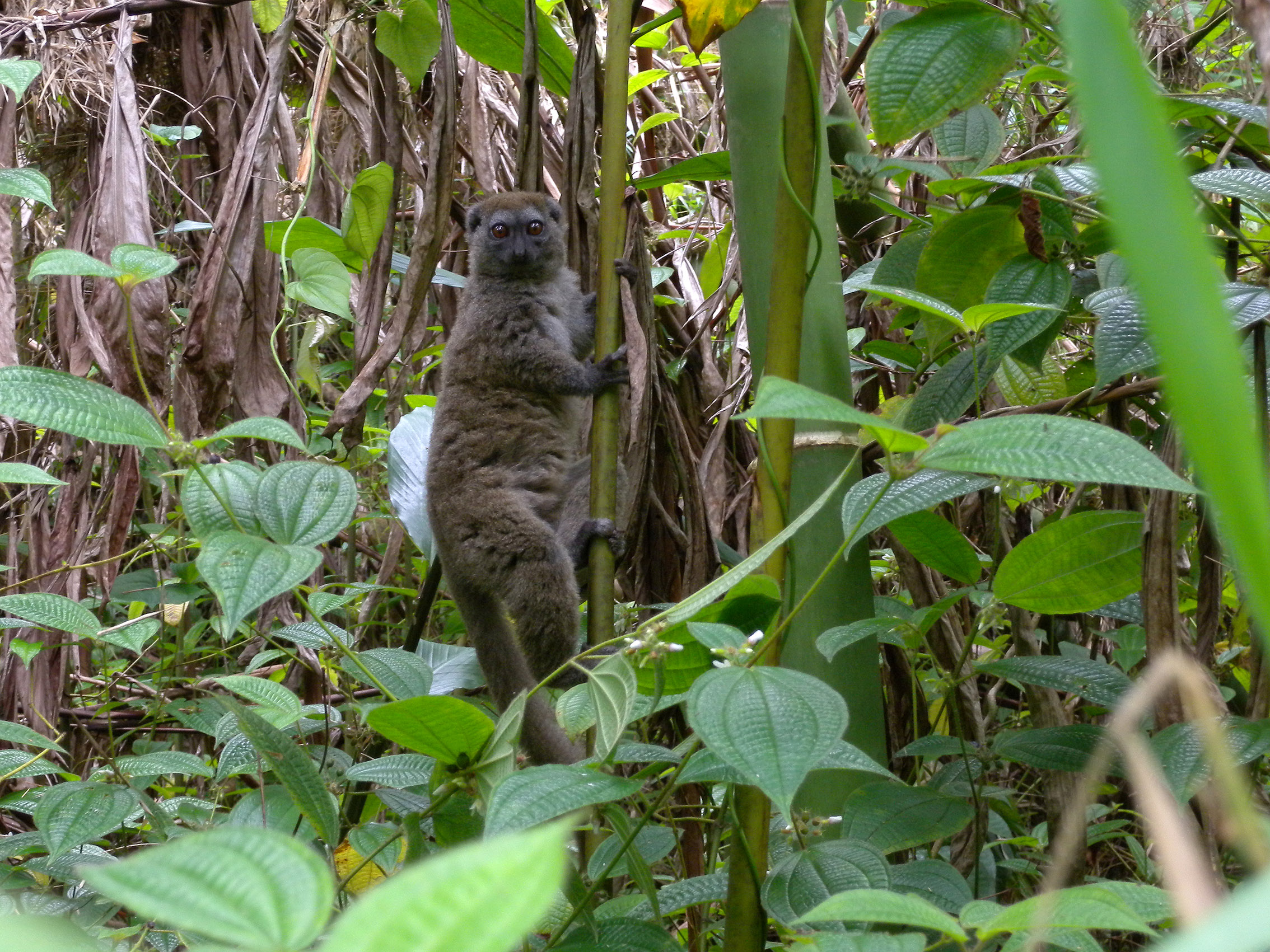
Hapalemur griseus Lemuridae
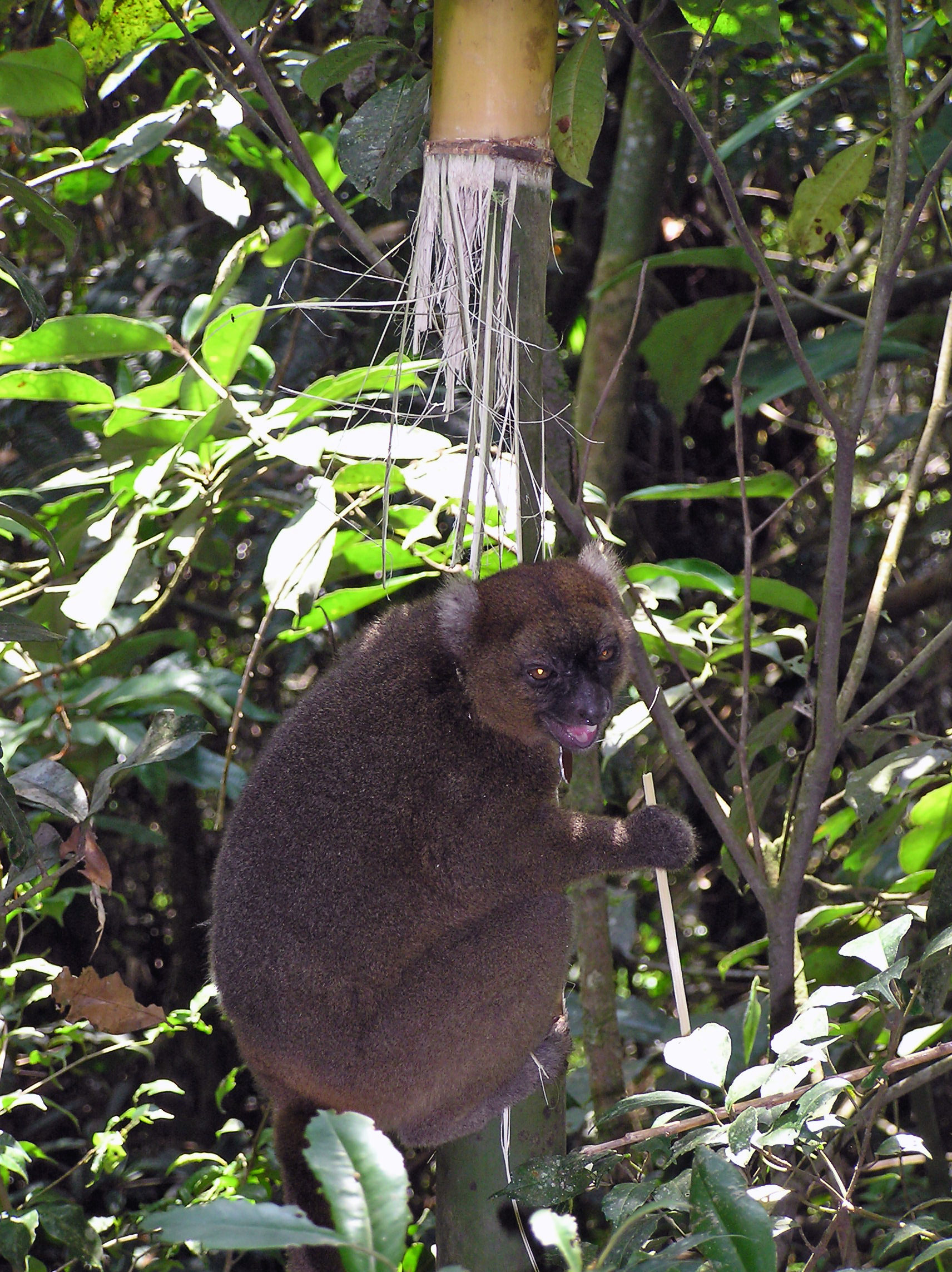
Prolemur simus Lemuridae
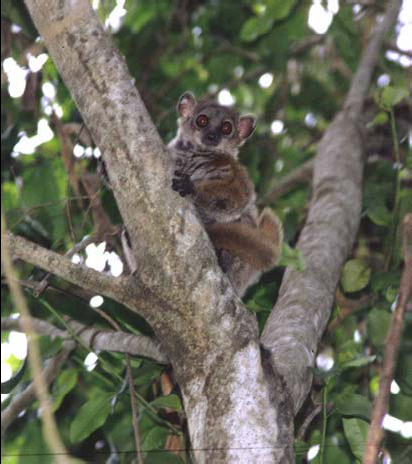
Lepilemur aeeclis Lepilemuridae
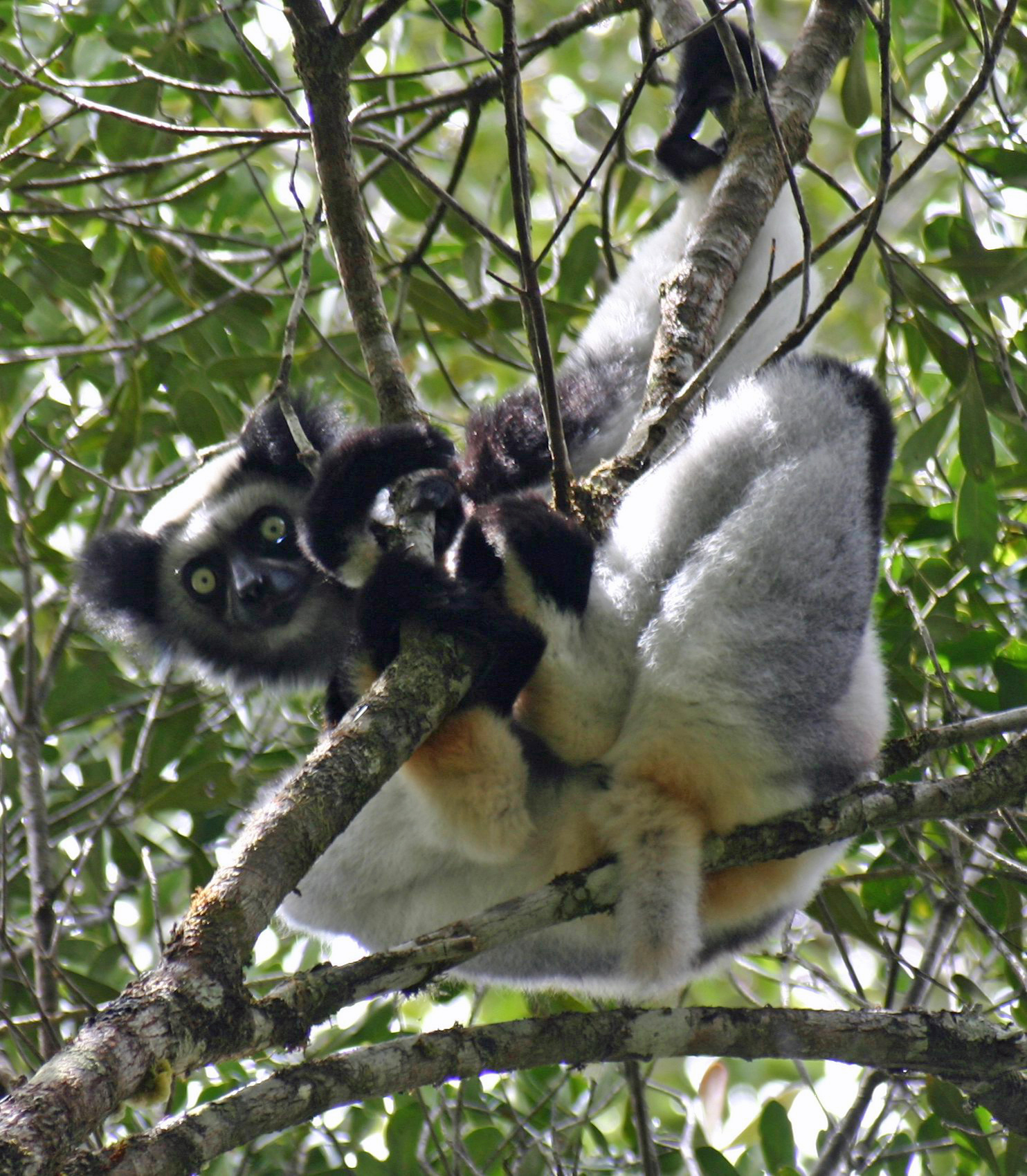
Indri indri Indriidae
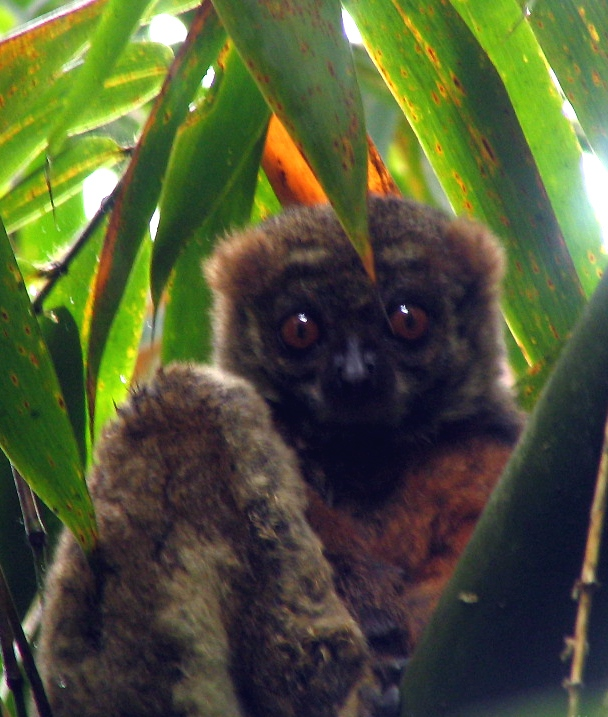
Avahi laniger Indriidae
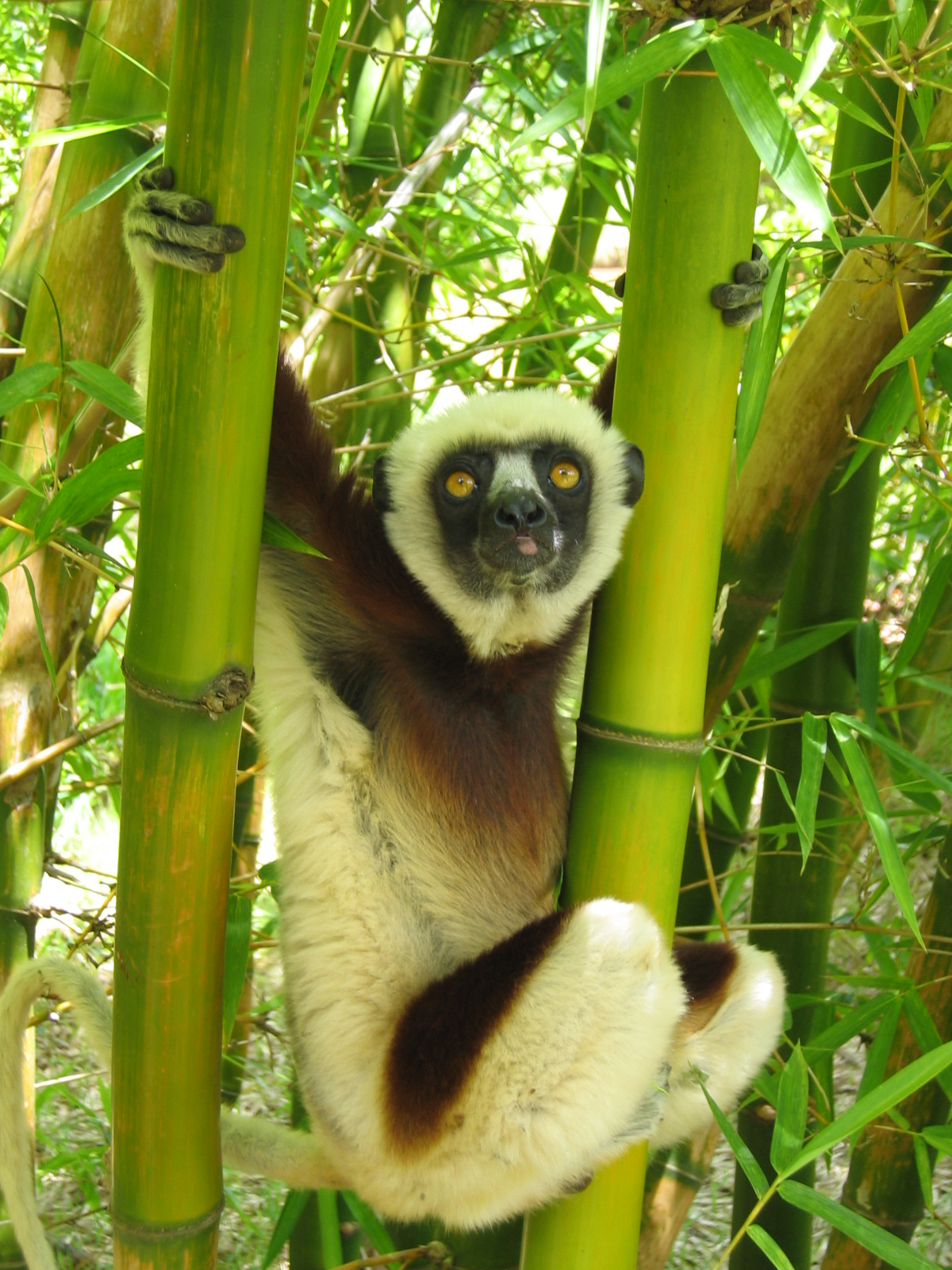
Propithecus verreauxi Indriidae